# Замок Следі
Замок Следі (англ. Sleady Castle) — один із замків Ірландії, розташований в графстві Вотерфорд, біля селища Каппоквін. Замком володів ірландський клан Мак Грах (ірл. Cumann Chlann Mhic Graith).

## Історія замку Следі
Нині замок стоїть в руїнах. Це руїни великої міцної споруди, що колись була оточена мурами. Північна сторона нинішніх руїн була колись частиною зовнішньої стіни. Нинішній замок являє собою руїни чотирьохповерхової споруди з високими арками та димарями. Замок був побудований з дикого каменю — грубо оброблених кам'яних брил, з товстими стінами. Головні ворота не збереглися, але збереглися дві квадратні вежі, що колись захищали ворота. На одній з башт зберігся парапет та зубці.
Замок Следі був побудований у 1628 році Філіпом Мак Грахом. Філіп Мак Грах був нащадком у четвертому поколінні Донала Мак Граха, що мав резиденцію в замку Маунтайн. Згідно легенди цей замок був побудований для нової дружини Філіпа Мак Граха, яка поставила умову, що одружиться з ним тільки тоді, коли він збудує замок гідний її титулу та статусу. Його нареченою була дочка лорда Вотерфорд. Можна точно встановити дату побудову замку по напису на димарі — там зазначено, що замок Следі збудував Філіп Мак Грах у 1628 році. Цей новий замок був символом нових часів в Ірландії. Замок являв собою не оборонну споруду, а палац, хоча і укріплений. Основне його призначення було задовольнити потреби аристократів, забезпечити їм розкішне життя, а не тримати оборону під час нескінченних війн в Ірландії. Замок був збудований в так званому «якобітському стилі» — за іменем короля Англії та Ірландії Якова І. Клан Мак Грах був на той час кланом великих землевласників. Тільки в графстві Вотерфорд вожді клану володіли землями площею 800 акрів згідно перепису 1654 року. Замок був сильно пошкоджений під час повстання за незалежність Ірландії 1641—1652 років. Родина вождя клану Мак Грах переїхала в інше житло і замок був закинутий. Частина садиби замку Следі в той час — під час конфіскацій земель та замків ірландських землевласників-католиків перейшла у власність родини Осборн. До кінця ХІХ століття замок Следі перетворився в цілковиті руїни.
Нині руїни замку Следі стоять на приватній землі, що належить місцевому фермеру.